# Каменная (балка)
Каменная (укр. Кам'яна) — река и балка, впадающая в Тилигульский лиман, расположенная на территории Лиманского района (Одесская область, Украина).

## География
Длина — 18,9 км. Площадь бассейна — 101 км². Долина изредка изрезана ярами и промоинами. На протяжении почти всей длины пересыхает, среднее и верхнее течение — наименее маловодное. Есть пруды. Характерны весенние и летние паводки.
Берёт начало севернее села Дмитровка. Река и балка проходит в южном и юго-восточном направлении. Впадает в Тилигульский лиман южнее села Любополь. Залив лимана является окончанием устья реки и балки. Приустьевая часть заболоченная с прибрежно-водной растительностью.
Притоки: безымянные балки
Населённые пункты (от истока к устью): Дмитровка, Бутовка, Ранжево, Любополь